# Castillo de Allardice
El Castillo de Allardice es una casa señorial del siglo XVI situada en el condado escocés de Kincardine, en el Reino Unido. En ella reside la familia Cowie y se encuentra a 1,5 km de la ciudad de Inverbervie.
El río Bervie Water discurre cerca del castillo. Allardice forma parte de una serie de castillos costeros; hacia el norte se encuentran sucesivamente el Castillo de Dunnottar, el Castillo de Fetteresso, el Castillo de Cowie y el Castillo de Muchalls.